# Михайлівські Кінці
Михайлівські Кінці (рос. Михайловские Концы) — присілок Бокситогорського району Ленінградської області Росії. Входить до складу Великодвірського сільського поселення.
Населення — 13 осіб (2012 рік). 